# 賴特鎮區 (愛荷華州波特瓦特米縣)
賴特鎮區（英語：Wright Township）是位於美國愛荷華州波特瓦特米縣的一個行政鎮區。

## 地方資料
根據2010年美國人口普查的數據，賴特鎮區的面積為92.55平方千米，當中陸地面積為92.55平方千米，而水域面積為0.00平方千米。當地共有人口195人，而人口密度為每平方千米2.11人。